# Canton de Varzy
Le canton de Varzy est une ancienne division administrative française située dans le département de la Nièvre en région Bourgogne-Franche-Comté.

## Géographie
Organisé autour de Varzy, il est l'un des six cantons de l'arrondissement de Clamecy. Son altitude varie de 166 m (Corvol-l'Orgueilleux) à 383 m (Marcy).

## Histoire
Le 28 juillet 1907, le canton de Varzy devait élire un conseiller d'arrondissement. 
Le Docteur Suryot, conseiller sortant, était seul candidat, et fut donc réélu. 
Néanmoins, dans la commune de Varzy, des électeurs facétieux, au nombre de 120, ont donné leurs voix à Mlle Francine Bâtier, directrice du cours complémentaire du village.
(Source : "Le Nivernais" du 4 août 1907, sur le site des archives départementales de la Nièvre).

## Représentation

### Conseillers généraux de 1833 à 2015
| Période      | Période           | Identité                               | Étiquette   | Qualité |
| ------------ | ----------------- | -------------------------------------- | ----------- | --- |
| 1833         | 1848              | Alexandre Givry                        |             | Maire de Varzy (1835-1848)                                                                                          |
| 1848         | 1855              | Désiré Edmé Langellé                   |             | Notaire, maire de Varzy, conseiller d'arrondissement                                                                |
| 1855         | 1870              | Charles Rambourg                       |             | Propriétaire du château de Châteauvert Maire d'Ouagne (1855-1878)                                                   |
| 1870         | 1871              | Pierre Gabriel Pellault                | Républicain | Avocat, ancien maire de Clamecy, ancien conseiller général du canton de Clamecy Propriétaire à Corvol-l'Orgueilleux |
| 1871         | 1877 (décès)      | Comte Edme Andras de Marcy (1820-1877) | Royaliste   | Propriétaire à Nevers et à Parigny-la-Rose                                                                          |
| 1877         | 1880 (annulation) | Charles Paignon                        | Droite      | Maire de Saint-Pierre-du-Mont                                                                                       |
| 1881         | 1886              | Étienne Tenaille-Saligny               | Républicain | Avocat, ancien Préfet Ancien conseiller municipal de Paris Sénateur (1879-1888)                                     |
| 1886         | 1892              | Charles Paignon                        | Droite      | Maire de Saint-Pierre-du-Mont                                                                                       |
| 1892         | 1910 (décès)      | Alphonse Paillard                      | Rad.        | Docteur en médecine Maire de Varzy (1891-1904)                                                                      |
| 1910         | 1922 (décès)      | Désiré Prosper Suryot                  | Rad.        | Docteur en médecine à Entrains-sur-Nohain, conseiller d'arrondissement                                              |
| 27 août 1922 | 1940              | François Prestat                       | Rad.        | Vétérinaire, conseiller municipal de Varzy, conseiller d'arrondissement Nommé conseiller départemental en 1943      |
|              |                   |                                        |             | |
| 1945         | 1973              | Pierre Savignat                        | DVD-RGR     | Propriétaire terrien à La Chapelle-Saint-André                                                                      |
| 1973         | 2004              | Michel Noël                            | DVD         | Notaire - Adjoint au maire de Varzy                                                                                 |
| 2004         | 2015              | Lucien Larivé                          | DVG         | Directeur d'école Maire de Varzy (2008-2014)                                                                        |

### Conseillers d'arrondissement (de 1833 à 1940)
Le canton de Varzy avait deux conseillers d'arrondissement au XIXe siècle.
| Période                                  | Période                    | Identité                            | Étiquette           | Qualité |
| ---------------------------------------- | -------------------------- | ----------------------------------- | ------------------- | --- |
| 1833                                     | 1848                       | Christophe Paul Frotier (1787-1860) |                     | Notaire, avocat, juge de paix, maire de Varzy                                                               |
| 1833                                     | 1848                       | Désiré Edme Langellé (1794-1862)    |                     | Notaire à Varzy                                                                                             |
|                                          |                            |                                     |                     | |
| 1877                                     | 1878 (décès)               | André Goulard (1812-1878)           |                     | Notaire, Entrains-sur-Nohain                                                                                |
| juil.1878                                | 1880                       | Eugène Marguerite                   | Bonapartiste        | Banquier à Varzy                                                                                            |
| 1880                                     | 1881 (annulation)          | Henri Delimoges                     | Conservateur        | Régisseur, propriétaire à Entrains-sur-Nohain                                                               |
|                                          |                            |                                     |                     | |
| 1883                                     | 1885 (décès)               | Eugène Marguerite                   | Bonapartiste        | Banquier à Varzy                                                                                            |
| 1885                                     | 1892                       | Benoît Bouchard                     | Républicain         | Notaire, Corvol-l'Orgueilleux                                                                               |
| 1892                                     | 1902 (décès)               | Jean Victor Constant Leblond        | Républicain radical | Meunier, propriétaire à Entrains-sur-Nohain                                                                 |
| 15 juin 1902                             | Décembre 1902 (annulation) | Désiré Suryot                       | Radical             | Docteur en médecine à Entrains-sur-Nohain                                                                   |
| 4 janvier 1903                           | 1910                       | Désiré Suryot                       | Radical             | Docteur en médecine à Entrains-sur-Nohain                                                                   |
| 1910                                     | 1922                       | François Prestat                    | Radical             | Vétérinaire, conseiller municipal de Varzy                                                                  |
| 1922                                     | 1930 (décès)               | Honoré Brossier                     | Républicain         | Négociant en chiffons à Varzy                                                                               |
| 1931                                     | 1940                       | Charles-Augustin Plisson            | Radical             | Président de la société de secours mutuel de Varzy                                                          |
| 1940                                     |                            |                                     |                     | Les conseils d'arrondissement ont été suspendus par la loi du 12 octobre 1940 et n'ont jamais été réactivés |
| Les données manquantes sont à compléter. |                            |                                     |                     | |

## Composition
Le canton de Varzy groupait 12 communes et comptait 4 462 habitants (population municipale de 2006).
| Communes                | Population (2012) | Code postal | Code Insee |
| ----------------------- | ----------------- | ----------- | ---------- |
| La Chapelle-Saint-André | 338               | 58210       | 58058      |
| Corvol-l'Orgueilleux    | 770               | 58460       | 58085      |
| Courcelles              | 215               | 58210       | 58090      |
| Cuncy-lès-Varzy         | 149               | 58210       | 58093      |
| Entrains-sur-Nohain     | 905               | 58410       | 58109      |
| Marcy                   | 159               | 58210       | 58156      |
| Menou                   | 172               | 58210       | 58163      |
| Oudan                   | 136               | 58210       | 58201      |
| Parigny-la-Rose         | 29                | 58210       | 58206      |
| Saint-Pierre-du-Mont    | 183               | 58210       | 58263      |
| Varzy                   | 1 358             | 58210       | 58304      |
| Villiers-le-Sec         | 48                | 58210       | 58310      |

## Démographie
| 1962  | 1968  | 1975  | 1982  | 1990  | 1999  | 2006  | 2009 |
| ----- | ----- | ----- | ----- | ----- | ----- | ----- | ---- |
| 5 706 | 6 053 | 5 400 | 4 980 | 4 739 | 4 388 | 4 462 | -    |

Histogramme de l'évolution démographique depuis 1962 :